# رودینو
رودینو (به ایتالیایی: Roddino) یک کومونه در ایتالیا است که در استان کونیو واقع شده‌است.

## خصوصیات
رودینو ۱۰٫۴ کیلومترمربع مساحت و ۳۸۶ نفر جمعیت دارد و ۶۱۰ متر بالاتر از سطح دریا واقع شده‌است.